# Jurassic World Dominion
Jurassic World Dominion is een Amerikaanse sciencefictionfilm uit 2022, waarin Colin Trevorrow terugkeert als filmregisseur. De film is het vervolg op Jurassic World: Fallen Kingdom uit 2018 en het zesde deel van de Jurassic Park-serie.

## Verhaal
Dinosaurussen richten nu over de hele wereld ecologische schade aan. De plaats van deze wezens in de mensenwereld wordt in twijfel getrokken. Verschillende dieren worden gestroopt en gevangen genomen door verschillende kwaadwillende bedrijven. Wanneer Blue's baby en Maisie worden ontvoerd door stropers, haasten Owen en Claire zich om hen te redden uit een dinosaurusreservaat dat wordt gerund door een bedrijf met sinistere bedoelingen (het bedrijf BioSyn uit de eerste Jurassic Park-film), dat ook door Alan Grant en Ellie Sattler wordt onderzocht.

## Rolverdeling
| Acteur              | Personage          | Opmerkingen                                   |
| ------------------- | ------------------ | --------------------------------------------- |
| Chris Pratt         | Owen Grady         |                                               |
| Bryce Dallas Howard | Claire Dearing     |                                               |
| Laura Dern          | Dr. Ellie Sattler  |                                               |
| Jeff Goldblum       | Dr. Ian Malcolm    |                                               |
| Sam Neill           | Dr. Alan Grant     |                                               |
| DeWanda Wise        | Kayla Watts        |                                               |
| Mamoudou Athie      | Ramsay Cole        | medewerker van BioSyn, directeur communicatie |
| B.D. Wong           | Dr. Henry Wu       |                                               |
| Omar Sy             | Barry Sembène      |                                               |
| Isabella Sermon     | Maisie Lockwood    |                                               |
| Campbell Scott      | Dr. Lewis Dodgson  | CEO van BioSyn                                |
| Justice Smith       | Franklin Webb      |                                               |
| Scott Haze          | Rainn Delacourt    | premiejager, ingehuurd door Ramsay Cole       |
| Dichen Lachman      | Soyona Santos      |                                               |
| Daniella Pineda     | Dr. Zia Rodriguez  |                                               |
| Kristoffer Polaha   | Wyatt Huntley      | premiejager, ingehuurd door Ramsay Cole       |
| Elva Trill          | Charlotte Lockwood |                                               |
| Varada Sethu        | Shira              | dierenarts                                    |

## Dinosauriërs
Onderstaande dinosauriërs, pterosauriërs en zeereptielen komen in de film voor:
- Allosaurus
- Ankylosaurus
- Apatosaurus
- Atrociraptor
- Baryonyx
- Brachiosaurus
- Carnotaurus
- Compsognathus
- Dilophosaurus
- Dimetrodon
- Dimorphodon
- Dreadnoughtus
- Gallimimus
- Giganotosaurus
- Iguanodon
- Lystrosaurus
- Microceratus
- Moros
- Mosasaurus
- Nasutoceratops
- Parasaurolophus
- Pteranodon
- Pyroraptor
- Quetzalcoatlus
- Sinoceratops
- Stegosaurus
- Stygimoloch
- Therizinosaurus
- Tyrannosaurus rex
- Triceratops
- Velociraptor

## Productie
Op 24 februari 2020 postte filmregisseur Colin Trevorrow op sociale media een foto van een filmklapper waarin onder aan de titel van de film stond, namelijk Jurassic World: Dominion.

## Release
De film ging in première op 23 mei 2022 in Mexico-Stad.